# デヴィッド・ロウ (作曲家)
デヴィッド・ロウ（David Lowe、1959年4月11日 - ）は、イギリスの作曲家・音楽プロデューサーである。放送やCMで使用される音楽を主に制作している。最もよく知られた作品は、時報をモチーフとしたBBCニュースのテーマ曲である。

## 生涯
ロウは1959年4月11日にイングランド・ウェスト・ミッドランズ州サットン・コールドフィールドで生まれた。
ロウは、音楽についての正式な教育を受けたことはない。サットン・コールドフィールドのリランド・ベッドフォード（現プランツブルック・スクール）に在学中に、BBCラジオ・バーミンガム（現BBCラジオWM）のペブルミル・スタジオでパートタイムの仕事を始めた。そして、音楽制作に強い関心を持つようになり、そのままBBCでフルタイムで働きたいと考えた。しかしBBCへの入社は叶わず、フリーランスとしてBBCラジオWMでの勤務を続けた。1981年、マグピー・フィルム・プロダクションに録音技師として入社した。
この頃、ロウは電子音楽とシンセサイザーに興味を持ち始めた。そして友人からクルーマー社のトリロジー・シンセサイザーを借り、2台のカセットデッキを使って初めてマルチトラックの曲を作った。その後、手ごろな価格のポリフォニック・シンセサイザーであるローランドのJuno-6を購入した。ロウはサマンサ・ミアと「クール・フィッシュ」というバンドを結成した。ルビー・ターナーやファイン・ヤング・カニバルズのバックバンド、ITVセントラルへの出演など、このバンドはそれなりに成功したが、ロウがライブパフォーマンスよりも作曲やスタジオでの音楽制作の方に興味を持っていたことから、長続きしなかった。
ペブルミル・スタジオのグラフィックデザイナーと知り合ったことから、BBCのニュース番組『ミッドランズ・トゥデイ』のための音楽制作の仕事が入ってきた。これによりロウは、放送業界で働きたいという学生自体からの夢が叶うことになった。それ以降も、放送番組のための音楽を多数制作している。
ロウは、英国映画テレビ芸術アカデミー(BAFTA)とアイヴァー・アカデミー（旧 英国作詞家作曲家作家アカデミー(BASCA)）の会員である。2005年にスタフォードシャー大学から、2014年にバーミンガム・シティ大学から名誉博士号を授与された。

## 作品

### アルバムとシングル
1997年にデビューアルバム『ドリームキャッチャー』をリリースした。
自身がプロデュースするバンド、タッチ・アンド・ゴーの1998年のデビューシングル"Would You...?"は、1998年に全英チャートで第3位にランクインし、翌1999年には他のヨーロッパ諸国でもヒットした。1999年のシングル"Straight...to Number One"は、AppleのiTunes立ち上げ時のプロモーションに使用された。

### BBCニュース
ロウの作品で最も有名な現在のBBCニュースのテーマ曲は、1999年に作曲された。それまでのテーマ曲が管弦楽であったのに対し、ロウが作曲した新しいテーマ曲は、BBCラジオの時報の音をモチーフとしている。このテーマ曲は、その後ロウ自身により何度もリミックスされている。BBCから、このテーマ曲とそのリミックスを収めた2枚のCDがリリースされている。2001年にリリースされた"BBC World: The Music"は、BBCワールドニュース向けにロウが制作した作品を収めたもので、視聴者からの大きな要望を受けて制作された。
2019年総選挙のBBCの選挙特番のために、ロウは、1979年から2005年までBBCの選挙特番で使用されていた楽曲を復活させ、リック・ウェイクマンのアルバム『アーサー王と円卓の騎士たち』の収録曲『アーサー王』をリミックスした。

### テレビ
ロウが初めて制作したテレビ番組用の音楽は、1983年のBBCのニュース番組『ミッドランズ・トゥデイ』のタイトル曲だった。1988年には『BBCウェールズ・トゥデイ』、1992年に再び『ミッドランズ・トゥデイ』のタイトル曲を制作した。
その他のイギリスのテレビ番組では、BBC Oneの"The One Show"、"Countryfile"、"Panorama"、"Cash in the Attic"、"Wildlife on One"、"The Really Wild Show"、S4Cの"Newyddion"、チャンネル4の"Grand Designs"、チャンネル5の『フィフス・ギア』などの音楽を制作している。他に、BBCワールドワイド、BBCエンターテインメント、BBCワールドサービス、BBCアラビック、ユーロニュース、中東のアル＝アラビーヤとアブダビTV、インドのNDTV、ノルウェーのTV2、中国のCCTV-1のサウンドロゴも制作した。
2005年には、第50回アイヴァー・ノヴェロ賞授賞式のテーマ曲を作曲した。2006年には、BAFTA映画テレビ賞とBBCの冬季オリンピック中継のテーマの制作を依頼された。

### その他
ロウは、世界各地のウォーマッドのイベントに参加している。
2012年ロンドンオリンピックの表彰式で使用するための、映画『炎のランナー』のヴァンゲリス作曲のテーマ曲のリミックスを担当した。